# 24 Horas de Le Mans
As 24 Horas de Le Mans é uma das mais tradicionais corridas automobilísticas do mundo e a principal prova do Campeonato Mundial de Endurance da FIA. É apontada como a maior corrida do planeta. A prova de resistência que dura 24 horas é disputada anualmente desde 1923, no Circuit de la Sarthe, em França.

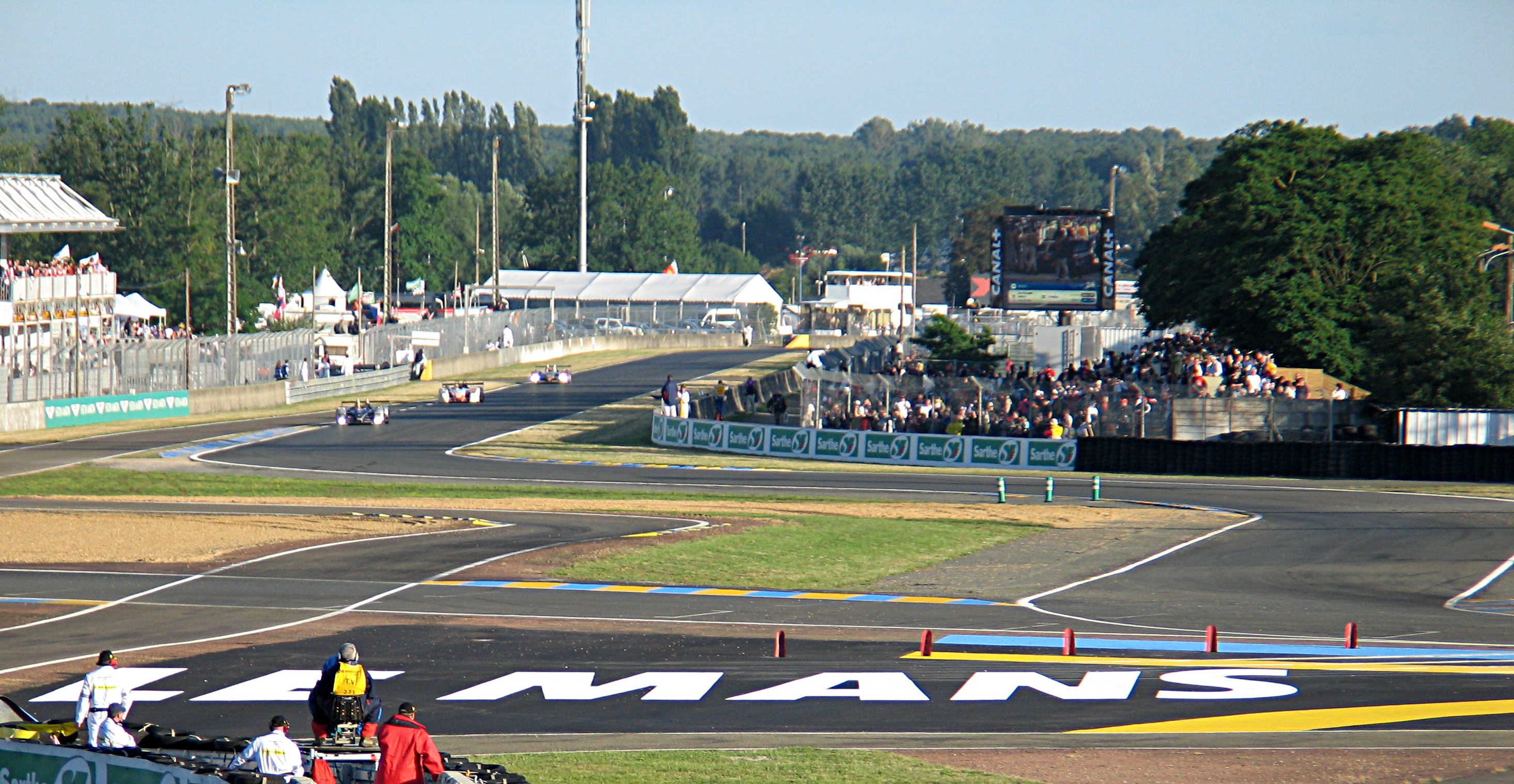
Circuit de la Sarthe, Ford Chicanes
24 Horas de Le Mans 2007

## História
Em 1920, o Automobile Club de l'Ouest pôs em obra a realização de uma competição cujo caráter contribuísse para a evolução do progresso técnico e favorecer o desenvolvimento do automóvel. Em 1922, o clube anuncia a criação de um novo tipo de competição na Sarthe, uma prova de resistência. Durante a prova, equipes de dois Pilotos por carro vão-se alternando dia e noite.
A primeira edição, com 33 concorrentes, desenrolou-se nos dias 26 e 27 de Maio de 1923 num circuito perto da cidade de Le Mans, no departamento da Sarthe. Hoje, as 24 Horas de Le Mans têm lugar cada ano em Junho. É a mais antiga e a mais prestigiada corrida de resistência para carros desportivos e protótipos.

## O circuito

O Circuit de la Sarthe com o circuito Bugatti em cinza.

O circuito tem uma extensão de 13 626 metros, usa parte do Circuito Bugatti e é em grande parte composto por estrada nacional. As mais célebres passagens são as curvas de Tertre Rouge, Mulsanne, Arnage, Casa Branca (Maison Blanche) e, principalmente, a reta de Hunaudières: extensão de 5 km onde os protótipos mantém uma velocidade de mais de 400 km/h durante um minuto. Esta porção do circuito foi dividida em três trechos graças à instalação de duas chicanes em 1990. Essa medida foi necessária porque alguns automóveis insuficientemente carregados aerodinamicamente, para poderem atingir uma maior velocidade, acabavam tendo a tendência de levantar voo nesse trecho. Agravava ainda o fato de que, quando rodavam em velocidades próximas aos 400 km/h (o recorde estabelecido foi de 405 km/h por um WM-Peugeot em 1988), os pneus eram submetidos a pressões muito intensas, que os levavam a deformações extremas e ao rebentamento se não estivessem em boas condições. A situação era ainda pior visto que esse tipo de situação podia acontecer de noite e em meio a carros de GT, que rodam cerca de 100 a 150 km/h mais devagar.
O recorde de vitórias individuais por piloto é detido pelo dinamarquês Tom Kristensen, com nove sucessos, e o recorde de vitórias por construtores é detido pela Porsche, com dezenove. O recorde da distância e a mais elevada velocidade média ao longo das 24 Horas pertencia desde 1971 ao Porsche 917K de Helmut Marko e Gijs Van Lennep, que percorreu 5 335 km à media de 222,304 km/h. Nessa altura o circuito não tinha chicanes. Tal recorde foi batido pelo carro de corrida Audi R15 TDi em 2010, designado como carro #9, que completou um total de 397 voltas, cobrindo uma distância de 5 410,713 km.

## Categorias
Em 2025, os carros que correm nesta prova estão divididos em três categorias:
- Hypercar - LMH (Le Mans Hypercars) e LMDh (Le Mans Daytona h);
- LMP2 (Le Mans Protótipos 2);
- LMGT3 (Le Mans Grand Touring 3 baseado no regulamento FIA GT3).

## Vencedores

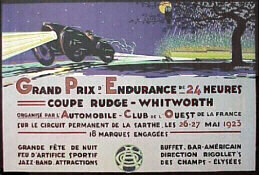
Cartaz de 1923

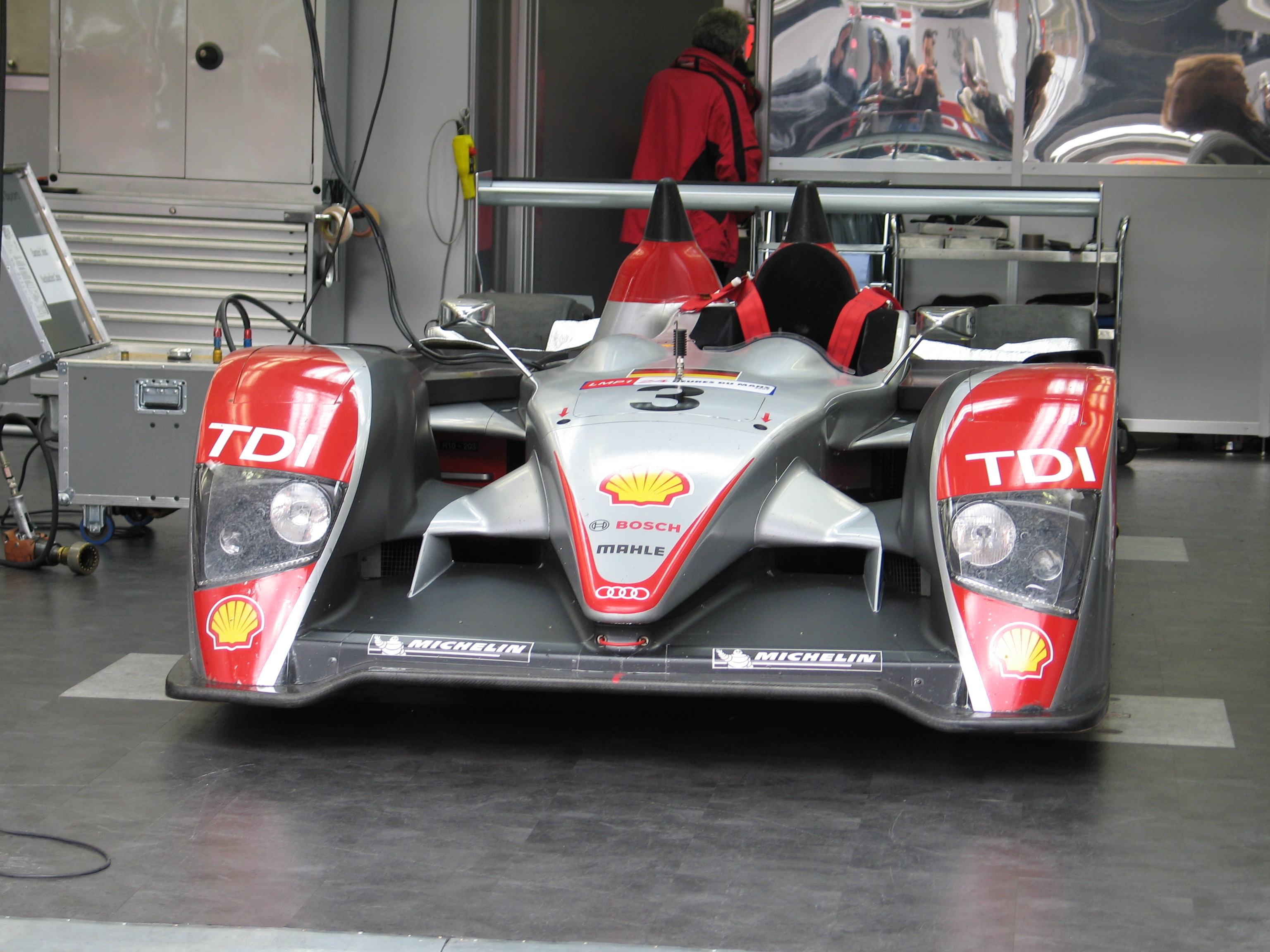
Audi R10 - LMP1

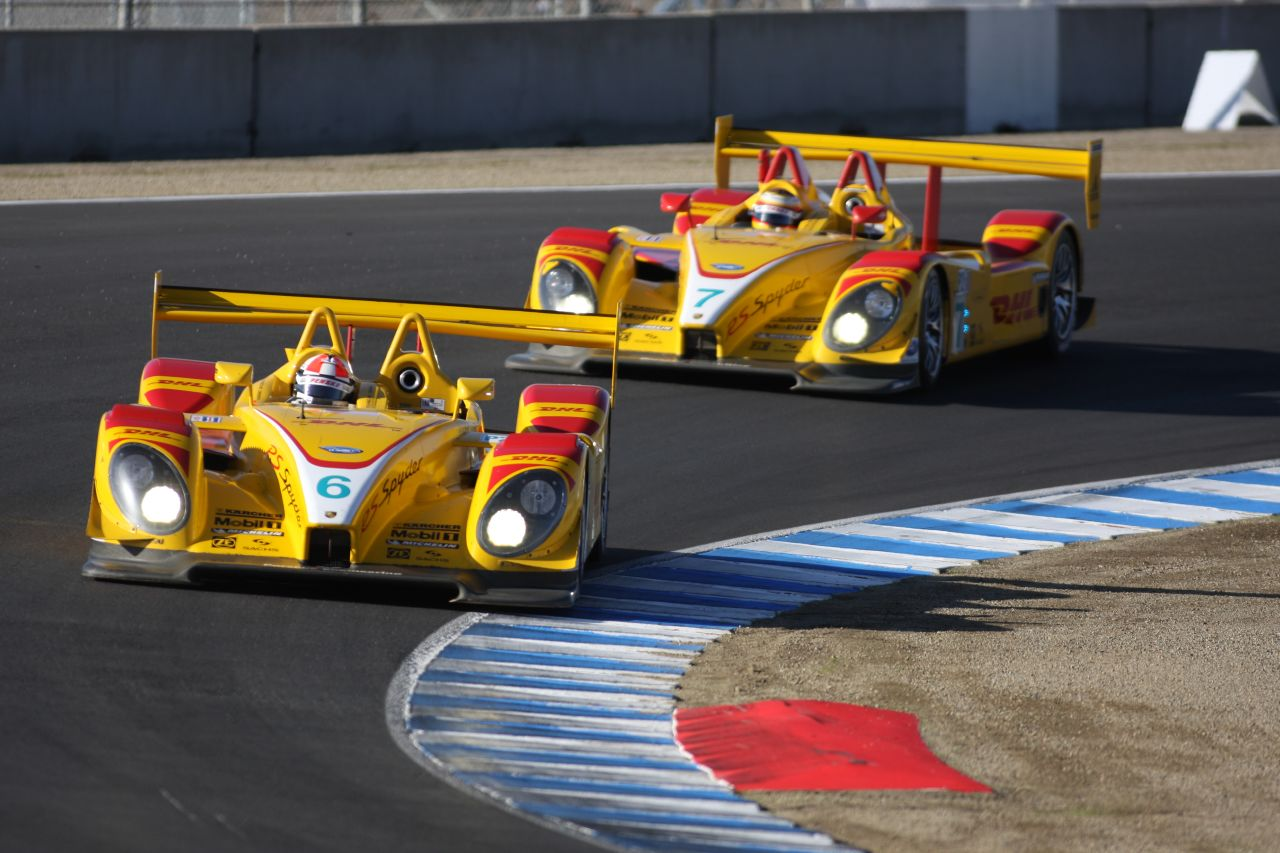
Porsche RS Spyder - LMP2

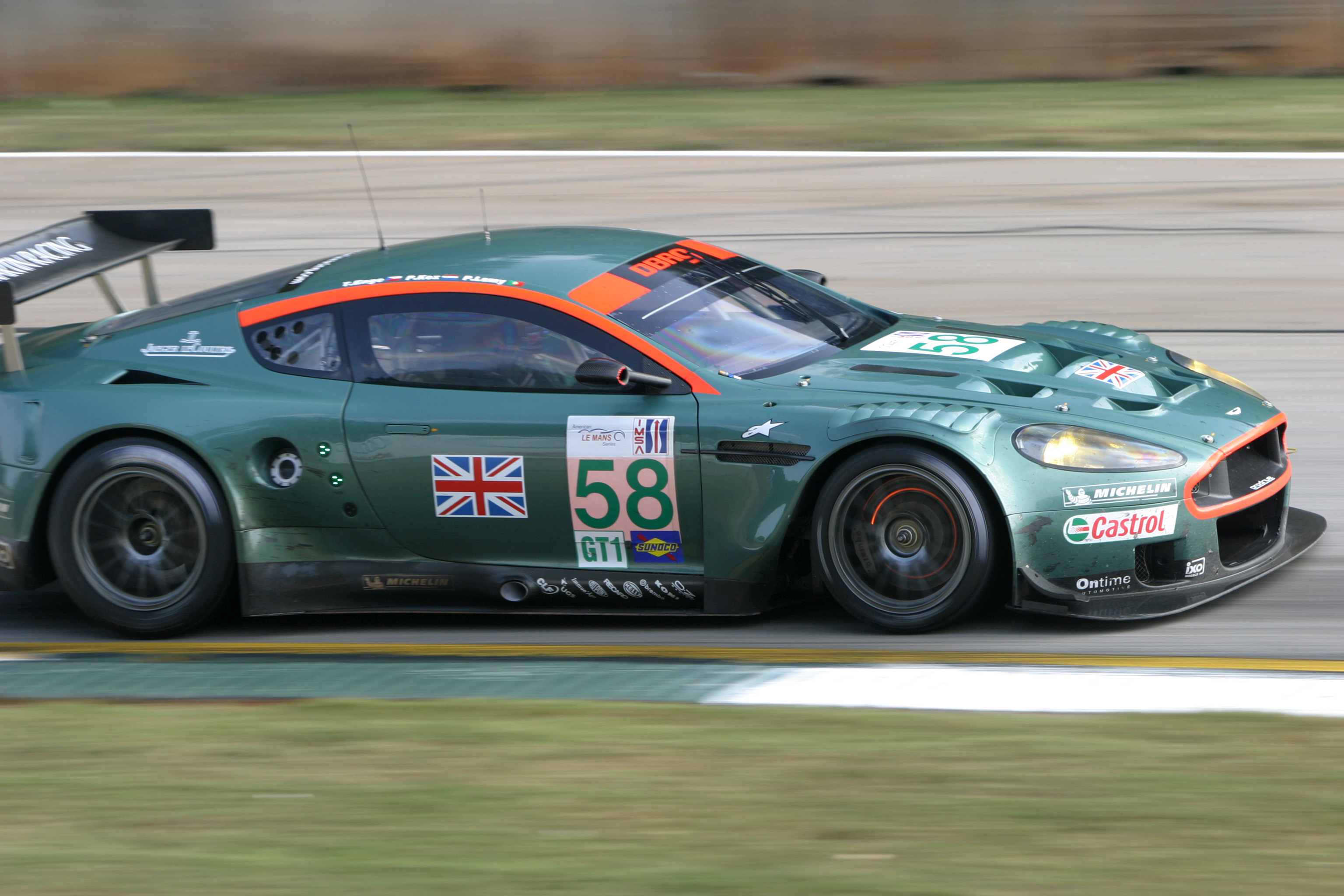
Aston Martin DBR9 - LMGT1

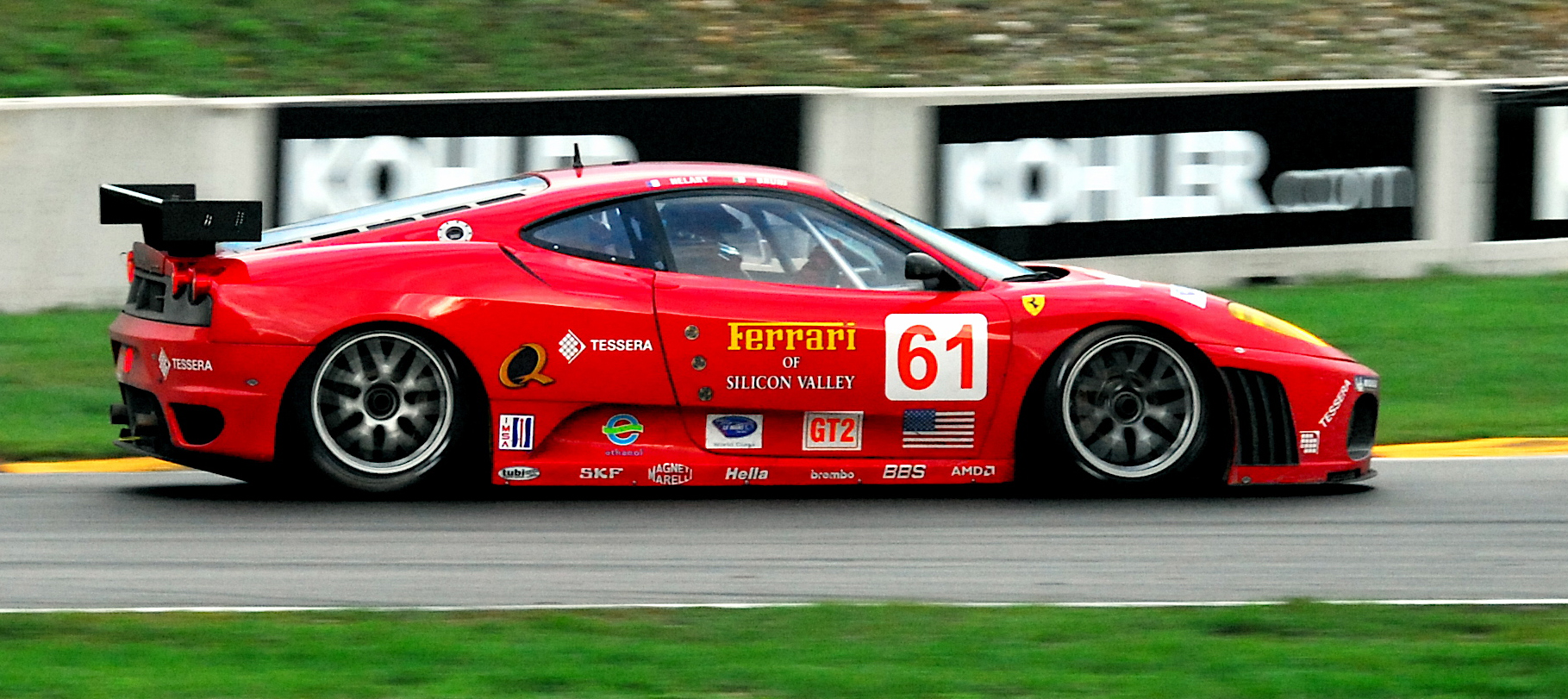
Ferrari F430 GT2 - LMGT2

| Ano           | Pilotos                                                               | Equipe                                                                | Carro                                                                 | Pneus                                                                 | Voltas                                                                | Distância                                                             |
| ------------- | --------------------------------------------------------------------- | --------------------------------------------------------------------- | --------------------------------------------------------------------- | --------------------------------------------------------------------- | --------------------------------------------------------------------- | --------------------------------------------------------------------- |
| 2025          | Robert Kubica Yifei Ye Phil Hanson                                    | AF Corse                                                              | Ferrari 499P                                                          | M                                                                     | 387                                                                   | 5273.26 km                                                            |
| 2024          | Antonio Fuoco Miguel Molina Nicklas Nielsen                           | Ferrari–AF Corse                                                      | Ferrari 499P                                                          | M                                                                     | 311                                                                   | 4237.54 km                                                            |
| 2023          | James Calado Antonio Giovinazzi Alessandro Pier Guidi                 | Ferrari–AF Corse                                                      | Ferrari 499P                                                          | M                                                                     | 342                                                                   | 4660.1 km                                                             |
| 2022          | Sébastien Buemi Brendon Hartley Ryo Hirakawa                          | Toyota Gazoo Racing                                                   | Toyota GR010 Hybrid                                                   | M                                                                     | 380                                                                   | 5177.17 km                                                            |
| 2021          | Mike Conway José María López Kamui Kobayashi                          | Toyota Gazoo Racing                                                   | Toyota GR010 Hybrid                                                   | M                                                                     | 371                                                                   | 5054.5 km                                                             |
| 2020          | Sébastien Buemi Kazuki Nakajima Brendon Hartley                       | Toyota Gazoo Racing                                                   | Toyota TS050 Hybrid                                                   | M                                                                     | 387                                                                   | 5273.262 km                                                           |
| 2019          | Sébastien Buemi Kazuki Nakajima Fernando Alonso                       | Toyota Gazoo Racing                                                   | Toyota TS050 Hybrid                                                   | M                                                                     | 385                                                                   | 5246.01 km                                                            |
| 2018          | Sébastien Buemi Kazuki Nakajima Fernando Alonso                       | Toyota Gazoo Racing                                                   | Toyota TS050 Hybrid                                                   | M                                                                     | 388                                                                   | 5286.888 km                                                           |
| 2017          | Timo Bernhard Earl Bamber Brendon Hartley                             | Porsche Team                                                          | Porsche 919 Hybrid                                                    | M                                                                     | 367                                                                   | 5001.834 km                                                           |
| 2016          | Marc Lieb Neel Jani Romain Dumas                                      | Porsche Team                                                          | Porsche 919 Hybrid                                                    | M                                                                     | 384                                                                   | 5233.53 km                                                            |
| 2015          | Nico Hülkenberg Earl Bamber Nick Tandy                                | Porsche Team                                                          | Porsche 919 Hybrid                                                    | M                                                                     | 395                                                                   | 5383.46 km                                                            |
| 2014          | Marcel Fässler André Lotterer Benoît Tréluyer                         | Audi Sport Team Joest                                                 | Audi R18 e-tron quattro                                               | M                                                                     | 379                                                                   | 5165.39 km                                                            |
| 2013          | Tom Kristensen Allan McNish Loïc Duval                                | Audi Sport Team Joest                                                 | Audi R18 e-tron quattro                                               | M                                                                     | 348                                                                   | 4742.89 km                                                            |
| 2012          | Marcel Fässler André Lotterer Benoît Tréluyer                         | Audi Sport Team Joest                                                 | Audi R18 e-tron quattro                                               | M                                                                     | 378                                                                   | 5151.76 km                                                            |
| 2011          | Marcel Fässler André Lotterer Benoît Tréluyer                         | Audi Sport Team Joest                                                 | Audi R18 TDi                                                          | M                                                                     | 355                                                                   | 4838.30 km                                                            |
| 2010          | Mike Rockenfeller Timo Bernhard Romain Dumas                          | Audi Sport North America                                              | Audi R15 TDI plus                                                     | M                                                                     | 397                                                                   | 5410.71 km                                                            |
| 2009          | David Brabham Marc Gené Alexander Wurz                                | Peugeot Sport Total                                                   | Peugeot 908 HDi FAP                                                   | M                                                                     | 382                                                                   | 5206.28 km                                                            |
| 2008          | Tom Kristensen Allan McNish Rinaldo Capello                           | Audi Sport North America                                              | Audi R10 TDI                                                          | M                                                                     | 381                                                                   | 5192.65 km                                                            |
| 2007          | Frank Biela Emanuele Pirro Marco Werner                               | Audi Sport North America                                              | Audi R10 TDI                                                          | M                                                                     | 369                                                                   | 5036.85 km                                                            |
| 2006          | Frank Biela Emanuele Pirro Marco Werner                               | Audi Sport Team Joest                                                 | Audi R10 TDI                                                          | M                                                                     | 380                                                                   | 5187 km                                                               |
| 2005          | JJ Lehto Marco Werner Tom Kristensen                                  | ADT Champion Racing                                                   | Audi R8                                                               | M                                                                     | 370                                                                   | 5050.5 km                                                             |
| 2004          | Seiji Ara Tom Kristensen Rinaldo Capello                              | Audi Sport Japan Team Goh                                             | Audi R8                                                               | M                                                                     | 379                                                                   | 5169.9 km                                                             |
| 2003          | Tom Kristensen Rinaldo Capello Guy Smith                              | Team Bentley                                                          | Bentley Speed 8                                                       | M                                                                     | 377                                                                   | 5146.05 km                                                            |
| 2002          | Frank Biela Tom Kristensen Emanuele Pirro                             | Audi Sport Team Joest                                                 | Audi R8                                                               | M                                                                     | 375                                                                   | 5118.75 km                                                            |
| 2001          | Frank Biela Tom Kristensen Emanuele Pirro                             | Audi Sport Team Joest                                                 | Audi R8                                                               | M                                                                     | 321                                                                   | 4381.65 km                                                            |
| 2000          | Frank Biela Tom Kristensen Emanuele Pirro                             | Audi Sport Team Joest                                                 | Audi R8                                                               | M                                                                     | 368                                                                   | 5007.99 km                                                            |
| 1999          | Pierluigi Martini Yannick Dalmas Joachim Winkelhock                   | Team BMW Motorsport                                                   | BMW V12 LMR                                                           | M                                                                     | 365                                                                   | 4968 km                                                               |
| 1998          | Laurent Aïello Allan McNish Stéphane Ortelli                          | Porsche AG                                                            | Porsche 911 GT1-98                                                    | M                                                                     | 351                                                                   | 4773.18 km                                                            |
| 1997          | Michele Alboreto Stefan Johansson Tom Kristensen                      | Joest Racing                                                          | TWR Porsche WSC-95                                                    | G                                                                     | 361                                                                   | 4909.6 km                                                             |
| 1996          | Manuel Reuter Davy Jones Alexander Wurz                               | Joest Racing                                                          | TWR Porsche WSC-95                                                    | G                                                                     | 354                                                                   | 4814.4 km                                                             |
| 1995          | Yannick Dalmas JJ Lehto Masanori Sekiya                               | Kokusai Kaihatsu Racing                                               | McLaren F1 GTR                                                        | M                                                                     | 298                                                                   | 4055.8 km                                                             |
| 1994          | Yannick Dalmas Hurley Haywood Mauro Baldi                             | Le Mans Porsche Team                                                  | Dauer 962 Le Mans                                                     | G                                                                     | 344                                                                   | 4678.4 km                                                             |
| 1993          | Geoff Brabham Christophe Bouchut Eric Hélary                          | Peugeot Talbot Sport                                                  | Peugeot 905 Evo 1B                                                    | M                                                                     | 375                                                                   | 5100 km                                                               |
| 1992          | Derek Warwick Yannick Dalmas Mark Blundell                            | Peugeot Talbot Sport                                                  | Peugeot 905 Evo 1B                                                    | M                                                                     | 352                                                                   | 4787.2 km                                                             |
| 1991          | Volker Weidler Johnny Herbert Bertrand Gachot                         | Mazdaspeed Co. Ltd.                                                   | Mazda 787B                                                            | D                                                                     | 362                                                                   | 4922.81 km                                                            |
| 1990          | John Nielsen Price Cobb Martin Brundle                                | Silk Cut Jaguar                                                       | Jaguar XJR-12                                                         | G                                                                     | 359                                                                   | 4882.4 km                                                             |
| 1989          | Jochen Mass Manuel Reuter Stanley Dickens                             | Team Sauber Mercedes                                                  | Sauber C9-Mercedes-Benz                                               | M                                                                     | 389                                                                   | 5265.115 km                                                           |
| 1988          | Jan Lammers Johnny Dumfries Andy Wallace                              | Silk Cut Jaguar                                                       | Jaguar XJR-9LM                                                        | D                                                                     | 394                                                                   | 5332.97 km                                                            |
| 1987          | Derek Bell Hans-Joachim Stuck Al Holbert                              | Rothmans Porsche AG                                                   | Porsche 962C                                                          | D                                                                     | 354                                                                   | 4791.9 km                                                             |
| 1986          | Derek Bell Hans-Joachim Stuck Al Holbert                              | Rothmans Porsche AG                                                   | Porsche 962C                                                          | D                                                                     | 367                                                                   | 4972.731 km                                                           |
| 1985          | Klaus Ludwig Paolo Barilla "John Winter"                              | Joest Racing                                                          | Porsche 956                                                           | D                                                                     | 373                                                                   | 5088.507 km                                                           |
| 1984          | Klaus Ludwig Henri Pescarolo                                          | Joest Racing                                                          | Porsche 956                                                           | D                                                                     | 359                                                                   | 4900.276 km                                                           |
| 1983          | Vern Schuppan Al Holbert Hurley Haywood                               | Rothmans Porsche                                                      | Porsche 956                                                           | D                                                                     | 370                                                                   | 5047.934 km                                                           |
| 1982          | Jacky Ickx Derek Bell                                                 | Rothmans Porsche System                                               | Porsche 956                                                           | D                                                                     | 359                                                                   | 4899.086 km                                                           |
| 1981          | Jacky Ickx Derek Bell                                                 | Porsche System                                                        | Porsche 936                                                           | D                                                                     | 354                                                                   | 4825.348 km                                                           |
| 1980          | Jean Rondeau Jean-Pierre Jaussaud                                     | Jean Rondeau                                                          | Rondeau M379B-Ford Cosworth                                           | G                                                                     | 338                                                                   | 4608.02 km                                                            |
| 1979          | Klaus Ludwig Bill Whittington Don Whittington                         | Porsche Kremer Racing                                                 | Porsche 935 K3                                                        | D                                                                     | 307                                                                   | 4173.93 km                                                            |
| 1978          | Jean-Pierre Jaussaud Didier Pironi                                    | Alpine Renault                                                        | Renault Alpine A442B                                                  | M                                                                     | 369                                                                   | 5044.53 km                                                            |
| 1977          | Jacky Ickx Hurley Haywood Jürgen Barth                                | Martini Racing Porsche System                                         | Porsche 936/77                                                        | D                                                                     | 342                                                                   | 4671.83 km                                                            |
| 1976          | Jacky Ickx Gijs van Lennep                                            | Martini Racing Porsche System                                         | Porsche 936                                                           | G                                                                     | 349                                                                   | 4769.923 km                                                           |
| 1975          | Jacky Ickx Derek Bell                                                 | Gulf Research Racing Co.                                              | Mirage GR8-Ford Cosworth                                              | G                                                                     | 336                                                                   | 4594.577 km                                                           |
| 1974          | Henri Pescarolo Gérard Larrousse                                      | Equipe Gitanes                                                        | Matra MS670C                                                          | G                                                                     | 337                                                                   | 4606.571 km                                                           |
| 1973          | Henri Pescarolo Gérard Larrousse                                      | Equipe Matra-Simca Shell                                              | Matra MS670B                                                          | G                                                                     | 355                                                                   | 4853.945 km                                                           |
| 1972          | Henri Pescarolo Graham Hill                                           | Equipe Matra-Simca Shell                                              | Matra MS670                                                           | G                                                                     | 344                                                                   | 4691.343 km                                                           |
| 1971          | Helmut Marko Gijs van Lennep                                          | Martini Racing Team                                                   | Porsche 917K                                                          | F                                                                     | 397                                                                   | 5335.313 km                                                           |
| 1970          | Hans Herrmann Richard Attwood                                         | Porsche KG Salzburg                                                   | Porsche 917K                                                          | G                                                                     | 343                                                                   | 4607.81 km                                                            |
| 1969          | Jacky Ickx Jackie Oliver                                              | J.W. Automotive Engineering                                           | Ford GT40 Mk. I                                                       | F                                                                     | 372                                                                   | 4997.88 km                                                            |
| 1968          | Pedro Rodríguez Lucien Bianchi                                        | J.W. Automotive Engineering                                           | Ford GT40 Mk. I                                                       | F                                                                     | 331                                                                   | 4452.88 km                                                            |
| 1967          | Dan Gurney A.J. Foyt                                                  | Shelby-American Inc.                                                  | Ford GT40 Mk. IV                                                      | G                                                                     | 388                                                                   | 5232.9 km                                                             |
| 1966          | Bruce McLaren Chris Amon                                              | Shelby-American Inc.                                                  | Ford GT40 Mk. II                                                      | G                                                                     | 360                                                                   | 4843.09 km                                                            |
| 1965          | Jochen Rindt Masten Gregory Ed Hugus                                  | North American Racing Team                                            | Ferrari 250LM                                                         | G                                                                     | 348                                                                   | 4677.11 km                                                            |
| 1964          | Jean Guichet Nino Vaccarella                                          | SpA Ferrari SEFAC                                                     | Ferrari 275P                                                          | D                                                                     | 349                                                                   | 4695.31 km                                                            |
| 1963          | Ludovico Scarfiotti Lorenzo Bandini                                   | SpA Ferrari SEFAC                                                     | Ferrari 250P                                                          | D                                                                     | 339                                                                   | 4561.71 km                                                            |
| 1962          | Olivier Gendebien Phil Hill                                           | SpA Ferrari SEFAC                                                     | Ferrari 330 TRI/LM Spyder                                             | D                                                                     | 331                                                                   | 4451.255 km                                                           |
| 1961          | Olivier Gendebien Phil Hill                                           | Scuderia Ferrari                                                      | Ferrari 250 TRI/61                                                    | D                                                                     | 333                                                                   | 4476.58 km                                                            |
| 1960          | Olivier Gendebien Paul Frère                                          | Scuderia Ferrari                                                      | Ferrari 250 TR59/60                                                   | D                                                                     | 314                                                                   | 4217.527 km                                                           |
| 1959          | Carroll Shelby Roy Salvadori                                          | David Brown Racing Dept.                                              | Aston Martin DBR1                                                     | A                                                                     | 323                                                                   | 4347.9 km                                                             |
| 1958          | Olivier Gendebien Phil Hill                                           | Scuderia Ferrari                                                      | Ferrari 250 TR58                                                      | E                                                                     | 305                                                                   | 4101.926 km                                                           |
| 1957          | Ron Flockhart Ivor Bueb                                               | Ecurie Ecosse                                                         | Jaguar D-Type                                                         | D                                                                     | 327                                                                   | 4397.108 km                                                           |
| 1956          | Ron Flockhart Ninian Sanderson                                        | Ecurie Ecosse                                                         | Jaguar D-Type                                                         | D                                                                     | 300                                                                   | 4034.939 km                                                           |
| 1955          | Mike Hawthorn Ivor Bueb                                               | Jaguar Cars Ltd.                                                      | Jaguar D-Type                                                         | D                                                                     | 307                                                                   | 4135.38 km                                                            |
| 1954          | José Froilán González Maurice Trintignant                             | Scuderia Ferrari                                                      | Ferrari 375 Plus                                                      | P                                                                     | 302                                                                   | 4061.15 km                                                            |
| 1953          | Tony Rolt Duncan Hamilton                                             | Jaguar Cars Ltd.                                                      | Jaguar C-Type                                                         | D                                                                     | 304                                                                   | 4088.064 km                                                           |
| 1952          | Hermann Lang Fritz Riess                                              | Daimler-Benz A.G.                                                     | Mercedes-Benz 300SL                                                   | C                                                                     | 277                                                                   | 3733.839 km                                                           |
| 1951          | Peter Walker Peter Whitehead                                          | Peter Walker                                                          | Jaguar XK-120C                                                        | D                                                                     | 267                                                                   | 3611.193 km                                                           |
| 1950          | Louis Rosier Jean-Louis Rosier                                        | Louis Rosier                                                          | Talbot-Lago T26 Grand Sport                                           | D                                                                     | 256                                                                   | 3465.12 km                                                            |
| 1949          | Luigi Chinetti Peter Mitchell-Thomson                                 | Lord Selsdon                                                          | Ferrari 166MM                                                         | E                                                                     | 235                                                                   | 3178.299 km                                                           |
| 1940 até 1948 | Não disputada devido à Segunda Guerra Mundial e reconstrução Europeia | Não disputada devido à Segunda Guerra Mundial e reconstrução Europeia | Não disputada devido à Segunda Guerra Mundial e reconstrução Europeia | Não disputada devido à Segunda Guerra Mundial e reconstrução Europeia | Não disputada devido à Segunda Guerra Mundial e reconstrução Europeia | Não disputada devido à Segunda Guerra Mundial e reconstrução Europeia |
| 1939          | Jean-Pierre Wimille Pierre Veyron                                     | Jean-Pierre Wimille                                                   | Bugatti Type 57S Tank                                                 | D                                                                     | 248                                                                   | 3354.76 km                                                            |
| 1938          | Eugène Chaboud Jean Trémoulet                                         | Eugène Chaboud / Jean Trémoulet                                       | Delahaye 135CS                                                        | D                                                                     | 235                                                                   | 3180.94 km                                                            |
| 1937          | Jean-Pierre Wimille Robert Benoist                                    | Roger Labric                                                          | Bugatti Type 57G Tank                                                 | D                                                                     | 243                                                                   | 3287.938 km                                                           |
| 1936          | Corrida cancelada devido a greves dos trabalhadores                   | Corrida cancelada devido a greves dos trabalhadores                   | Corrida cancelada devido a greves dos trabalhadores                   | Corrida cancelada devido a greves dos trabalhadores                   | Corrida cancelada devido a greves dos trabalhadores                   | Corrida cancelada devido a greves dos trabalhadores                   |
| 1935          | Johnny Hindmarsh Luis Fontés                                          | Arthur W. Fox / Charles Nichol                                        | Lagonda M45R Rapide                                                   | D                                                                     | 222                                                                   | 3006.797 km                                                           |
| 1934          | Luigi Chinetti Philippe Étancelin                                     | Luigi Chinetti / Philippe Étancelin                                   | Alfa Romeo 8C 2300                                                    | E                                                                     | 213                                                                   | 2886.938 km                                                           |
| 1933          | Raymond Sommer Tazio Nuvolari                                         | Soc. Anon. Alfa Romeo                                                 | Alfa Romeo 8C 2300                                                    | E                                                                     | 233                                                                   | 3144.038 km                                                           |
| 1932          | Raymond Sommer Luigi Chinetti                                         | Raymond Sommer                                                        | Alfa Romeo 8C 2300                                                    | E                                                                     | 218                                                                   | 2954.038 km                                                           |
| 1931          | Earl Howe Henry Birkin                                                | Earl Howe                                                             | Alfa Romeo 8C 2300                                                    | D                                                                     | 184                                                                   | 3017.654 km                                                           |
| 1930          | Woolf Barnato Glen Kidston                                            | Bentley Motors Ltd.                                                   | Bentley Speed Six                                                     | D                                                                     | 179                                                                   | 2930.663 km                                                           |
| 1929          | Woolf Barnato Henry Birkin                                            | Bentley Motors Ltd.                                                   | Bentley Speed Six                                                     | D                                                                     | 174                                                                   | 2843.83 km                                                            |
| 1928          | Woolf Barnato Bernard Rubin                                           | Bentley Motors Ltd.                                                   | Bentley 4½ Litre                                                      | D                                                                     | 154                                                                   | 2669.272 km                                                           |
| 1927          | Dudley Benjafield Sammy Davis                                         | Bentley Motors Ltd.                                                   | Bentley 3 Litre Super Sport                                           | D                                                                     | 137                                                                   | 2369.807 km                                                           |
| 1926          | Robert Bloch André Rossignol                                          | Sem designação                                                        | Lorraine-Dietrich B3-6                                                | D                                                                     | 147                                                                   | 2552.414 km                                                           |
| 1925          | Gérard de Courcelles André Rossignol                                  | Sem designação                                                        | Lorraine-Dietrich B3-6                                                | D                                                                     | 129                                                                   | 2233.982 km                                                           |
| 1924          | John Duff Frank Clement                                               | Duff & Aldington                                                      | Bentley 3 Litre Sport                                                 | D                                                                     | 120                                                                   | 2077.341 km                                                           |
| 1923          | André Lagache René Léonard                                            | Chenard & Walcker SA                                                  | Chenard & Walcker Sport 3-Litre                                       | M                                                                     | 128                                                                   | 2209.536 km                                                           |

## Estatísticas

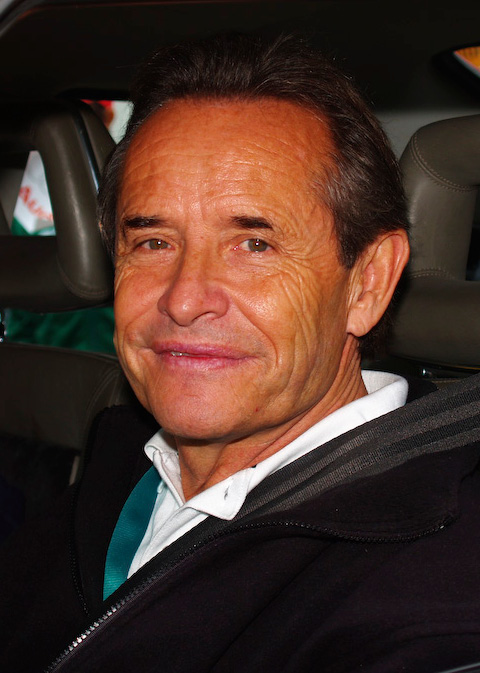
Jacky Ickx, piloto belga e seis vezes vencedor de Le Mans

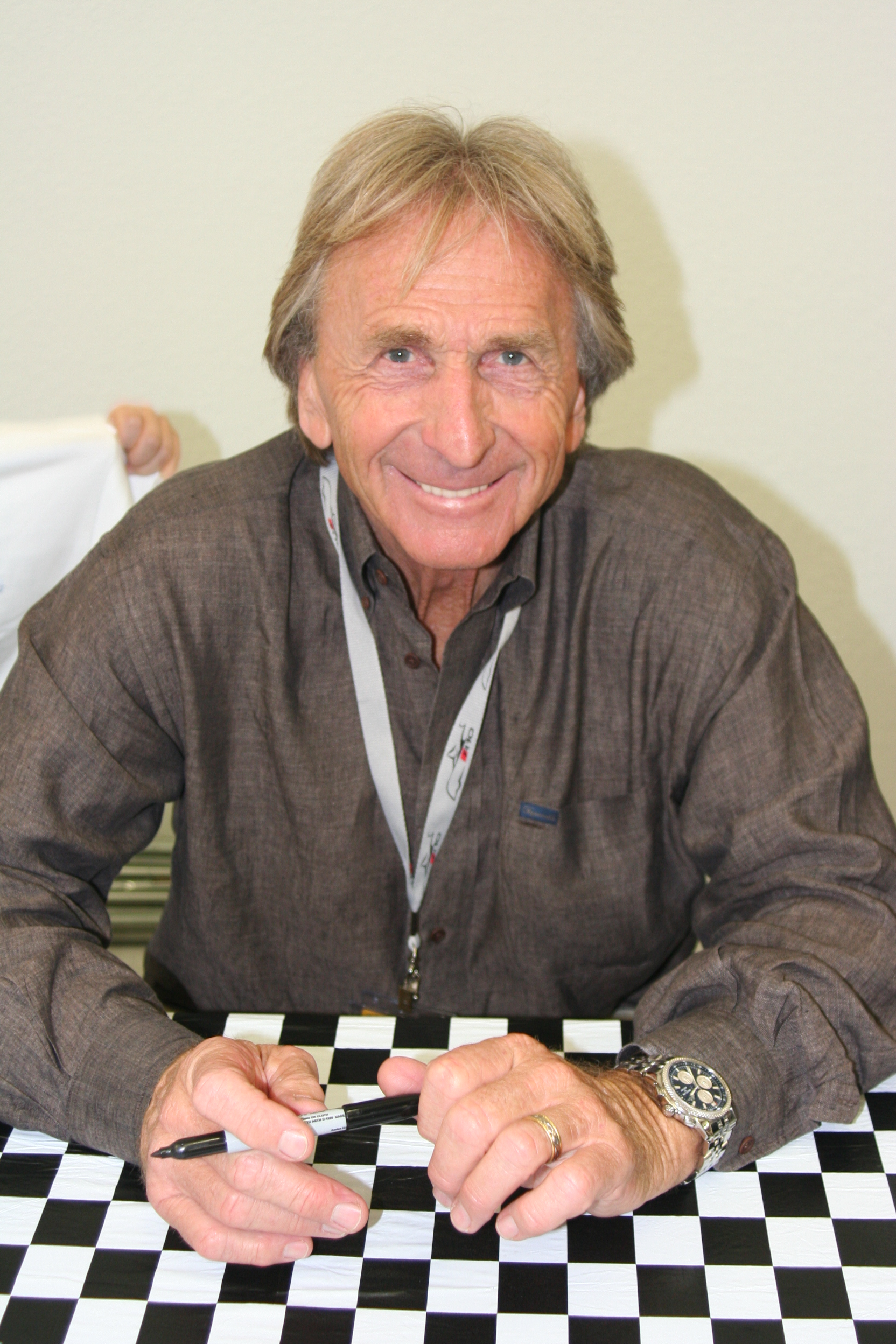
Derek Bell, piloto britânico e cinco vezes vencedor de Le Mans

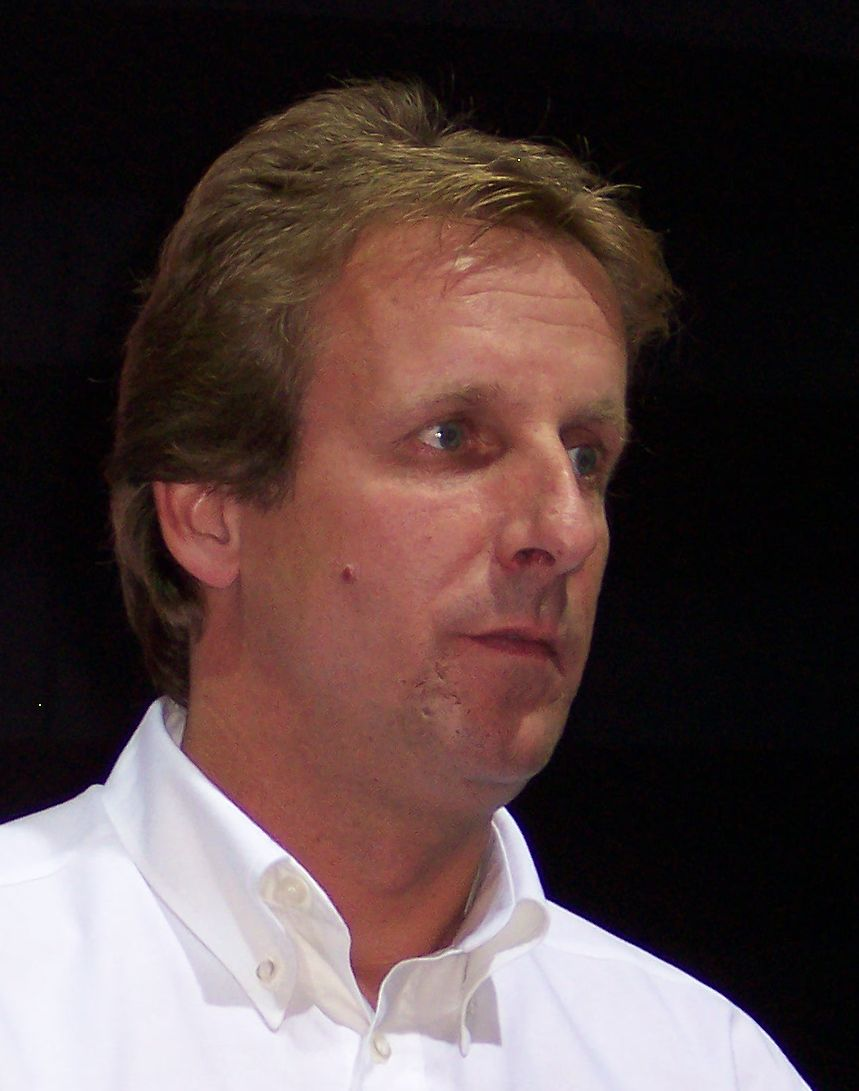
Frank Biela, piloto alemão e cinco vezes vencedor de Le Mans

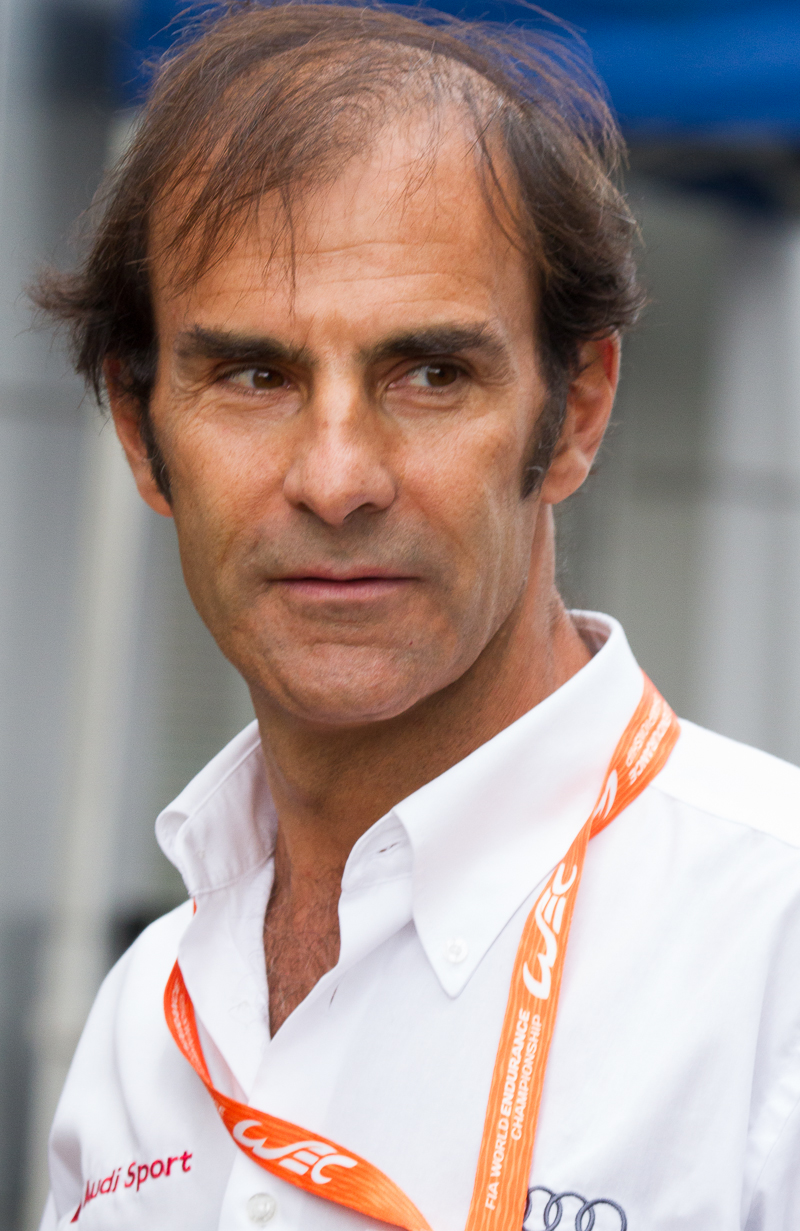
Emanuele Pirro, piloto italiano e cinco vezes vencedor de Le Mans

### Pilotos

#### Mais vitórias
| Rank | Piloto            | Vitórias | Anos                                                 |
| ---- | ----------------- | -------- | ---------------------------------------------------- |
| 1    | Tom Kristensen    | 9        | 1997, 2000, 2001, 2002, 2003, 2004, 2005, 2008, 2013 |
| 2    | Jacky Ickx        | 6        | 1969, 1975, 1976, 1977, 1981, 1982                   |
| 3    | Derek Bell        | 5        | 1975, 1981, 1982, 1986, 1987                         |
| 3    | Frank Biela       | 5        | 2000, 2001, 2002, 2006, 2007                         |
| 3    | Emanuele Pirro    | 5        | 2000, 2001, 2002, 2006, 2007                         |
| 6    | Olivier Gendebien | 4        | 1958, 1960, 1961, 1962                               |
| 6    | Henri Pescarolo   | 4        | 1972, 1973, 1974, 1984                               |
| 6    | Yannick Dalmas    | 4        | 1992, 1994, 1995, 1999                               |
| 6    | Sébastien Buemi   | 4        | 2018, 2019, 2020, 2022                               |

#### Vitórias Consecutivas
| Rank | Piloto            | Vitórias Consecutivas | Anos      |
| ---- | ----------------- | --------------------- | --------- |
| 1    | Tom Kristensen    | 6                     | 2000—2005 |
| 2    | Woolf Barnato     | 3                     | 1928—1930 |
| 2    | Olivier Gendebien | 3                     | 1960—1962 |
| 2    | Henri Pescarolo   | 3                     | 1972—1974 |
| 2    | Jacky Ickx        | 3                     | 1975—1977 |
| 2    | Emanuele Pirro    | 3                     | 2000—2002 |
| 2    | Frank Biela       | 3                     | 2000—2002 |
| 2    | Marco Werner      | 3                     | 2005—2007 |
| 2    | Sébastien Buemi   | 3                     | 2018—2020 |
| 2    | Kazuki Nakajima   | 3                     | 2018—2020 |

#### Vitórias por nação (pilotos)
| Rank | Nação          | Vitórias | Pilotos Vencedores |
| ---- | -------------- | -------- | ------------------ |
| 1    | Reino Unido    | 45       | 34                 |
| 2    | França         | 42       | 28                 |
| 3    | Alemanha       | 31       | 18                 |
| 4    | Itália         | 21       | 14                 |
| 5    | Estados Unidos | 19       | 13                 |
| 6    | Bélgica        | 13       | 5                  |
| 7    | Dinamarca      | 11       | 3                  |
| 8    | Suíça          | 8        | 3                  |
| 9    | Japão          | 7        | 5                  |
| 10   | Nova Zelândia  | 7        | 4                  |
| 11   | Austrália      | 4        | 4                  |
|      | Áustria        | 4        | 3                  |
|      | Espanha        | 4        | 3                  |
| 14   | Países Baixos  | 3        | 2                  |
| 15   | Argentina      | 2        | 2                  |
|      | Suécia         | 2        | 2                  |
|      | Finlândia      | 2        | 1                  |
| 18   | Canadá         | 1        | 1                  |
|      | México         | 1        | 1                  |
|      | Mónaco         | 1        | 1                  |

### Construtores

#### Mais Vitórias
| Rank | Construtor        | Vitórias | Anos |
| ---- | ----------------- | -------- | --- |
| 1    | Porsche           | 19       | 1970, 1971, 1976, 1977, 1979, 1981, 1982, 1983, 1984, 1985, 1986, 1987, 1994, 1996, 1997, 1998, 2015, 2016, 2017 |
| 2    | Audi              | 13       | 2000, 2001, 2002, 2004, 2005, 2006, 2007, 2008, 2010, 2011, 2012, 2013, 2014                                     |
| 3    | Ferrari           | 11       | 1949, 1954, 1958, 1960, 1961, 1962, 1963, 1964, 1965, 2023, 2024, 2025                                           |
| 4    | Jaguar            | 7        | 1951, 1953, 1955, 1956, 1957, 1988, 1990                                                                         |
| 5    | Bentley           | 6        | 1924, 1927, 1928, 1929, 1930, 2003                                                                               |
| 6    | Toyota            | 5        | 2018, 2019, 2020, 2021, 2022                                                                                     |
| 7    | Alfa Romeo        | 4        | 1931, 1932, 1933, 1934                                                                                           |
| 7    | Ford              | 4        | 1966, 1967, 1968, 1969                                                                                           |
| 9    | Matra-Simca       | 3        | 1972, 1973, 1974                                                                                                 |
| 9    | Peugeot           | 3        | 1992, 1993, 2009                                                                                                 |
| 10   | Lorraine-Dietrich | 2        | 1925, 1926 |
| 10   | Bugatti           | 2        | 1937, 1939 |
| 10   | Mercedes-Benz     | 2        | 1952, 1989 |
| 13   | Chenard & Walcker | 1        | 1923 |
| 13   | Lagonda           | 1        | 1935 |
| 13   | Delahaye          | 1        | 1938 |
| 13   | Talbot-Lago       | 1        | 1950 |
| 13   | Aston Martin      | 1        | 1959 |
| 13   | Mirage            | 1        | 1975 |
| 13   | Renault-Alpine    | 1        | 1978 |
| 13   | Rondeau           | 1        | 1980 |
| 13   | Mazda             | 1        | 1991 |
| 13   | McLaren           | 1        | 1995 |
| 13   | BMW               | 1        | 1999 |

#### Vitórias por nação (construtores)
| Rank | Nação          | Vitórias | Construtores Vencedores |
| ---- | -------------- | -------- | ----------------------- |
| 1    | Alemanha       | 34       | 4                       |
| 2    | Reino Unido    | 17       | 6                       |
| 3    | França         | 15       | 9                       |
| 4    | Itália         | 15       | 2                       |
| 5    | Japão          | 6        | 2                       |
| 6    | Estados Unidos | 4        | 1                       |

#### Vitórias Consecutivas
| Rank | Construtor        | Vitórias Consecutivas | Anos        |
| ---- | ----------------- | --------------------- | ----------- |
| 1    | Porsche           | 7                     | 1981 - 1987 |
| 2    | Ferrari           | 6                     | 1960 - 1965 |
| 3    | Audi              | 5                     | 2004 - 2008 |
| 3    | Audi              | 5                     | 2010 - 2014 |
| 3    | Toyota            | 5                     | 2018 - 2022 |
| 6    | Bentley           | 4                     | 1927 - 1930 |
| 6    | Alfa Romeo        | 4                     | 1931 - 1934 |
| 6    | Ford              | 4                     | 1966 - 1969 |
| 9    | Jaguar            | 3                     | 1955 - 1957 |
| 9    | Matra-Simca       | 3                     | 1972 - 1974 |
| 9    | Porsche           | 3                     | 1996 - 1998 |
| 9    | Porsche           | 3                     | 2015 - 2017 |
| 9    | Audi              | 3                     | 2000 - 2002 |
| 13   | Lorraine-Dietrich | 2                     | 1925 - 1926 |
| 13   | Porsche           | 2                     | 1970 - 1971 |
| 13   | Porsche           | 2                     | 1976 - 1977 |
| 13   | Peugeot           | 2                     | 1992 - 1993 |
| 13   | Ferrari           | 2                     | 2023 - 2024 |